# 镇北路街道
镇北路街道，是中华人民共和国河南省洛陽市洛龙区下辖的一个乡镇级行政单位。

## 行政区划
镇北路街道下辖以下地区：
南王村、大东村、大西村、潘村、铁匠村、豆腐店村、南寨村、通达社区和顺安社区。